# Ayolas
Ayolas é um distrito do Paraguai localizado no departamento de Misiones. Possui uma população de 16 921 habitantes. Sua economia é baseada na pesca, no comércio e na pecuária.

## Transporte
O município de Ayolas é servido pelas seguintes rodovias:
- Caminho em pavimento ligando a cidade ao município de Santiago
- Caminho em terra ligando a cidade ao município de Yabebyry[1][2][3]